# Список найкращих бомбардирів збірної Португалії з футболу
Список найкращих бомбардирів збірної Португалії з футболу. У цьому списку представлено 25 найкращих бомбардирів збірної Португалії з футболу.
- Нині грають за збірну: 4
- Завершили кар'єру: 21
- Дані станом за 19 липня 2025

| Nº | Ім'я               | Дата народження   | Роки за збірну      | Матчі | Голи |
| -- | ------------------ | ----------------- | ------------------- | ----- | ---- |
| 1  | Кріштіану Роналду  | 5 лютого 1985     | 2003 — зараз        | 221   | 138  |
| 2  | Паулета            | 28 квітня 1973    | 1997 — 2006         | 87    | 47   |
| 3  | Еусебіу            | 25 січня 1942     | 1961 — 1973         | 64    | 42   |
| 4  | Луїш Фігу          | 4 листопада 1972  | 1991 — 2006         | 127   | 32   |
| 5  | Нуну Гоміш         | 5 липня 1976      | 1995 — 2011         | 79    | 29   |
| 6  | Елдер Поштіга      | 2 серпня 1982     | 2003 — 2014         | 71    | 27   |
| 7  | Руй Кошта          | 29 березня 1972   | 1993 — 2004         | 94    | 26   |
| 8  | Бруну Фернандіш    | 8 вересня 1994    | 2017 — зараз        | 80    | 25   |
| 9  | Нані               | 17 листопада 1986 | 2006 — 2017         | 112   | 24   |
| 10 | Жуан Вієйра Пінту  | 19 серпня 1971    | 1991 — 2002         | 81    | 23   |
| 11 | Таманьїні Нене     | 20 листопада 1949 | 1971 — 1984         | 66    | 22   |
| 12 | Сімау Саброза      | 31 жовтня 1979    | 1998 — 2010         | 85    | 22   |
| 13 | Андре Сілва        | 6 листопада 1995  | 2016 — зараз        | 53    | 19   |
| 14 | Угу Алмейда        | 23 травня 1984    | 2004 — 2015         | 57    | 19   |
| 15 | Фернанду Пейротеу  | 10 березня 1918   | 1938 — 1949         | 20    | 15   |
| 16 | Руй Жордан         | 9 серпня 1952     | 1972 — 1989         | 43    | 15   |
| 17 | Жозе Агушту Торріш | 8 вересня 1938    | 1963 — 1973         | 33    | 14   |
| 18 | Діогу Жота         | 4 грудня 1996     | 2019 — 2025 (помер) | 49    | 14   |
| 19 | Мататеу            | 26 червня 1927    | 1952 — 1960         | 27    | 13   |
| 20 | Фернанду Гоміш     | 22 листопада 1956 | 1975 — 1988         | 48    | 13   |
| 21 | Бернарду Сілва     | 10 серпня 1994    | 2015 — зараз        | 102   | 13   |
| 22 | Сержіу Консейсан   | 15 листопада 1974 | 1993 — 2003         | 56    | 12   |
| 23 | Жозе Агуаш         | 9 листопада 1930  | 1952 — 1962         | 25    | 11   |
| 24 | Бруну Алвіш        | 27 листопада 1981 | 2007 — 2018         | 95    | 11   |
| 25 | Руй Агуаш          | 28 квітня 1960    | 1985 — 1993         | 31    | 10   |